# Otto Wilhelm Hermann von Abich
Otto Wilhelm Hermann von Abich, nemški geolog in mineralog, * 11. december 1806, Berlin, Nemčija, † 1. julij 1886, Dunaj, Avstrija.
Po njem so poimenovali mineral abichit.